# Anse à Frédéric (zatoka na południowy zachód od Chéticamp Harbour)
Anse à Frédéric – zatoka (ang. cove, fr. anse) w kanadyjskiej prowincji Nowa Szkocja, w hrabstwie Inverness, na południowy zachód od zatoki Chéticamp Harbour; nazwa urzędowo zatwierdzona 17 czerwca 1975.